# Gustavo Echaniz
Gustavo Pedro Echaniz (San Nicolás de los Arroyos, Provincia de Buenos Aires, Argentina; 4 de septiembre de 1960) es un exfutbolista y actual director técnico argentino. Jugaba como delantero y su primer equipo fue Newell's Old Boys. Su último club antes de retirarse fue Olimpo de Bahía Blanca. Actualmente es el entrenador del Club Tiro Federal (Bahía Blanca).

## Trayectoria

### Como entrenador
En el fútbol profesional inició su carrera en 1997 luego de obtener la licencia como Director Técnico, habilitado por la Asociación Argentina de Técnicos y por la Asociación del Fútbol Argentino, como coordinador de Olimpo de Bahía Blanca, en el año 2000 fue nombrado entrenador del Aurinegro en la liga local.
Entre el 2000-2001 fue técnico interino de Olimpo que participaba en la Primera B Nacional en 3 oportunidades. Más tarde vuelve a las tareas de Coordinador deportivo del cuerpo técnico que logró el ascenso a Primera División junto a Gustavo Alfaro. Entre el 2003-2004 fue DT de la Reserva de AFA y en 2006 vuelve a las tareas de coordinador deportivo del Cuerpo Técnico del DT Leonardo Madelón obteniendo el ascenso a Primera División.
En la pretemporada 2006 el club llevó 6 jugadores surgidos de las menores con el Plantel Profesional. En el año 2007 junto a su grupo de trabajo (Sergio Hernández – Marcos Galeano) el club inauguró dos pensiones para albergar a 32 jugadores de la zona de influencia.
En el 2007 es invitado a ser ayudante de campo en el cuerpo técnico comandado por Roberto Marcos Saporiti y también dirigió varios partidos en Primera División luego de la dimisión de Rivarola y Saporiti.
En el 2008 decide buscar nuevos desafíos y asume como DT de Deportivo Madryn que participa en el Torneo Argentino B. Al año siguiente dirige a Jorge Newbery de Comodoro Rivadavia, obteniendo el campeonato local, para luego colocar al equipo en el Torneo Argentino C con una exitosa marca de 18 partidos disputados, 15 ganados, 2 empates y una derrota. Su equipo fue el mejor entre los 294 equipos que participaron del Torneo y ascendió al Torneo Argentino B.
De vuelta por Bahía Blanca en el 2011 asume como entrenador de Tiro Federal, equipo finalista de la zona Sur del Torneo Argentino C. Su equipo fue invitado al torneo 2012 por haber quedado entre los 4 mejores posicionados del país al final del torneo. En 2012 se convierte en el director técnico de Alvear FBC de La Pampa. Campeón de la liga local y juega las semifinales del Torneo Argentino B. Más tarde, dirigió a La Emilia.
En 2013 regresa a Olimpo de Bahía Blanca para dirigir al equipo que disputa la liga local hasta 2015. En julio de ese año fue contratado por Huracán de Ingeniero White para disputar el torneo de la Liga del Sur, obteniendo el campeonato luego de 45 años de sequía; este logro les permitió clasificar por primera vez al Torneo Federal C. En julio de 2017 logra que su equipo ascienda por primera vez en la historia al Torneo Federal B.
El 25 de septiembre de 2021 cumple 200 partidos dirigiendo ininterrumpidamente a Huracán de Ingeniero White.

## Clubes

### Como jugador
| Club                   | País      | Año       |
| ---------------------- | --------- | --------- |
| Newell's Old Boys      | Argentina | 1977-1979 |
| Chacarita Juniors      | Argentina | 1980-1982 |
| Huracán                | Argentina | 1983      |
| América                | México    | 1983-1984 |
| Puebla                 | México    | 1985      |
| San Lorenzo de Almagro | Argentina | 1985-1986 |
| Querétaro              | México    | 1987      |
| Lanús                  | Argentina | 1988      |
| Unión de Santa Fe      | Argentina | 1988-1990 |
| SKN St. Pölten         | Austria   | 1991-1992 |
| Colón de Santa Fe      | Argentina | 1993      |
| Almirante Brown        | Argentina | 1994      |
| Olimpo de Bahía Blanca | Argentina | 1995-1996 |

### Como entrenador
| Club                         | País      | Año       | PD  |
| ---------------------------- | --------- | --------- | --- |
| Olimpo de Bahía Blanca       | Argentina | 2000-2001 | 18  |
| Olimpo de Bahía Blanca       | Argentina | 2003-2004 | 61  |
| Olimpo de Bahía Blanca       | Argentina | 2007-2008 | 29  |
| Deportivo Madryn             | Argentina | 2008      | 12  |
| Jorge Newbery (CR)           | Argentina | 2009-2010 | 53  |
| Sarmiento de Pigüé           | Argentina | 2011      | 25  |
| Tiro Federal de Bahía Blanca | Argentina | 2011      | 27  |
| Alvear FBC de La Pampa       | Argentina | 2012      | 12  |
| La Emilia                    | Argentina | 2012      | 20  |
| Olimpo de Bahía Blanca       | Argentina | 2013-2015 | 54  |
| Huracán de Ingeniero White   | Argentina | 2015-2021 | 220 |
| Total                        | Total     | Total     | 530 |

## Estadísticas

### Como entrenador
| Torneo                                                | Club                 | División             | Año                  | Estadísticas | Estadísticas | Estadísticas | Estadísticas | Estadísticas | Estadísticas | Estadísticas | Estadísticas |
| Torneo                                                | Club                 | División             | Año                  | PJ           | G            | E            | P            | GF           | GC           | DG           | Efectividad  |
| ----------------------------------------------------- | -------------------- | -------------------- | -------------------- | ------------ | ------------ | ------------ | ------------ | ------------ | ------------ | ------------ | ------------ |
| Federal C (hasta el 2014 llamado Torneo del Interior) |                      |                      |                      |              |              |              |              |              |              |              |              |
| Jorge Newbery (CR)                                    | 5.ª                  | 2010                 | 18                   | 15           | 2            | 1            | 30           | 10           | +20          | 87%          |              |
| Tiro Federal (BB)                                     | 5.ª                  | 2012                 | 11                   | 7            | 2            | 2            | 32           | 14           | +18          | 70%          |              |
| Huracán (IW)                                          | 5.ª                  | 2017                 | 12                   | 9            | 3            | 0            | 28           | 12           | +16          | 83%          |              |
| Total                                                 | Total                | Total                | 41                   | 31           | 7            | 3            | 90           | 36           | +54          | 77%          |              |
| Federal B (hasta el 2014 llamado Torneo Argentino B)  | Huracán (IW)         | 4.ª                  | 2017                 | 13           | 6            | 5            | 2            | 23           | 12           | +11          | 59%          |
| Federal B (hasta el 2014 llamado Torneo Argentino B)  | Total                | Total                | Total                | 13           | 6            | 5            | 2            | 23           | 12           | +11          | 59%          |
| Regional Amateur                                      | Huracán (IW)         | 4.ª                  | 2019                 | 11           | 5            | 4            | 2            | 13           | 11           | +2           | 58%          |
| Regional Amateur                                      | Total                | Total                | Total                | 11           | 5            | 4            | 2            | 13           | 11           | +2           | 58%          |
| Total en los torneos                                  | Total en los torneos | Total en los torneos | Total en los torneos | 65           | 42           | 16           | 7            | 126          | 59           | +67          | 73%          |

Actualizado el 8 de abril de 2019

## Palmarés

### Como jugador

#### Campeonatos nacionales
| Título  | Club    | País   | Año  |
| ------- | ------- | ------ | ---- |
| Liga MX | América | México | 1984 |

#### Otros logros
| Título                     | Club              | País      | Año  |
| -------------------------- | ----------------- | --------- | ---- |
| Ascenso a Primera División | Unión de Santa Fe | Argentina | 1989 |

### Como entrenador

#### Campeonatos nacionales
| Título       | Club                       | País      | Año  |
| ------------ | -------------------------- | --------- | ---- |
| Liga del Sur | Huracán de Ingeniero White | Argentina | 2015 |

#### Otros logros
| Título               | Club                       | País      | Año  |
| -------------------- | -------------------------- | --------- | ---- |
| Ascenso al Federal B | Huracán de Ingeniero White | Argentina | 2017 |